# Chasm Park
Chasm Park är en park i Kanada.   Den ligger i provinsen British Columbia, i den södra delen av landet, 3 400 km väster om huvudstaden Ottawa. Chasm Park ligger 1 060 meter över havet.
Terrängen runt Chasm Park är kuperad åt sydost, men åt nordväst är den platt. Terrängen runt Chasm Park sluttar söderut. Trakten runt Chasm Park är nära nog obefolkad, med mindre än två invånare per kvadratkilometer.. Närmaste större samhälle är Clinton, 15,0 km sydväst om Chasm Park. 
I omgivningarna runt Chasm Park växer i huvudsak barrskog.